# Livre d'heures de Laurent le Magnifique
Le livre d'heures de Laurent le Magnifique est un livre d'heures conservé à la Bibliothèque Laurentienne à Florence. Commandé en 1485 par Laurent le Magnifique pour sa fille Luisa, il a été enluminé par Francesco Rosselli. Il suit la liturgie des Heures à l'usage de Rome et contient un calendrier illustré, ainsi que neuf grandes miniatures bordées de décors foisonnants.

## Historique
Le manuscrit a été rédigé en écriture humaniste par le calligraphe Antonio Sinnibaldi qui signe à la fin de l'ouvrage et le date de l'année 1485. Son décor rappelle le style de Francesco d'Antonio del Chierico, enlumineur fameux et favori du père de Laurent le Magnifique, Côme l'Ancien, au point que le manuscrit lui a parfois été attribué. Cependant, ce peintre est mort en 1484, soit un an avant la commande de l'ouvrage, c'est pourquoi l'attribution est revenue à Francesco Rosselli, un de ses élèves.
Le manuscrit disparaît de la bibliothèque Laurentienne des Médicis, sans doute à la fin du XVe siècle ou au début du XVIe siècle. On en retrouve la trace aux Pays-Bas et notamment au XVIIe siècle en possession du comte Jean de Mérode (mort en 1633), général du Saint Empire et reste un temps dans sa famille. Il est acheté au début du XIXe siècle par le comte Libri puis vendu au quatrième comte Ashburnham. Une partie de la bibliothèque de celui-ci est acquise après sa mort par le gouvernement italien en 1878. Le livre d'heures retourne ainsi dans son lieu de conservation d'origine, la bibliothèque Laurentienne de Florence.

## Description

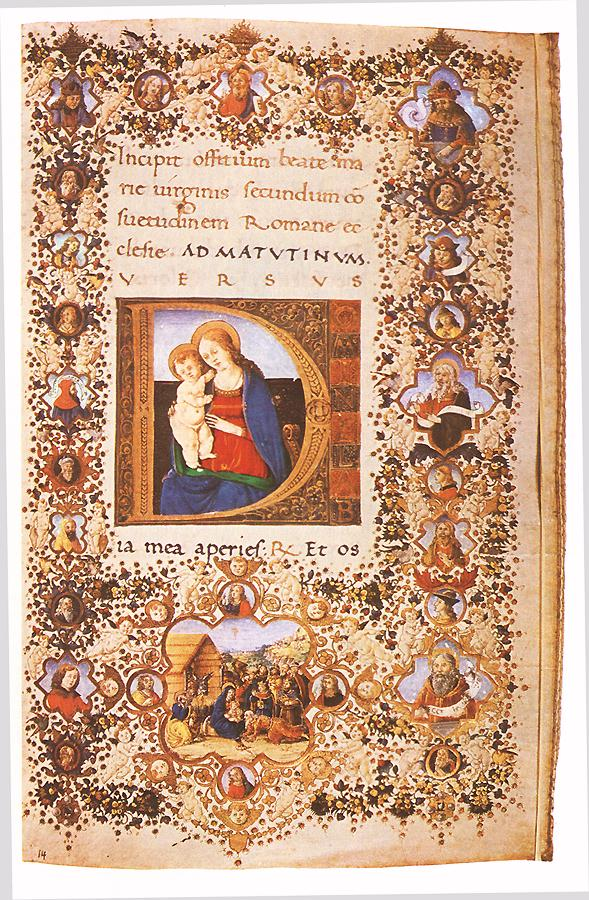
Côté recto des matines

Il s'agit d'un petit livre de prières commandé par Laurent le Magnifique dont les feuillets sont au nombre de 233 et mesurent 15,3 cm sur 9 cm. Le style des miniatures rappelle la douceur des œuvres de Fra Angelico. Elles sont bordées d'ornements extrêmement foisonnants comprenant des motifs floraux, des fruits, des étoiles, des rinceaux, des animaux, des putti, des vignettes avec des portraits, etc. Malgré certains éléments Renaissance dans les bordures, comme les candélabres, les putti et les perles, ce livre manuscrit enluminé conserve un caractère gothique, car le sentiment religieux ne doit pas être débordé par la luxuriance de l'ornementation, comme c'est parfois le cas dans les enluminures du début de la Renaissance italienne.
Le livre d'heures commence par un petit calendrier du petit office de la Sainte Vierge dont les matines sont ornées de miniatures remarquables. Le côté verso représente une Annonciation typiquement florentine avec lumière de biais et jardin clos (hortus conclusus) ouvert au-delà de la terrasse. L'archange Gabriel met un genou à terre devant la Vierge Marie agenouillée les mains croisées sur la poitrine en signe d'humilité. On remarque une scène de la Nativité dans le médaillon du bas de page. Il fait pendant au médaillon du bas de page du côté recto qui représente une Adoration des rois mages, au-dessus de laquelle se trouve le début du texte de petit office et la Vierge à l'Enfant dans la grande lettrine D. La scène de l'Annonciation est flanquée de deux grands candélabres allumés avec des petits médaillons représentant des prophètes de l'Ancien Testament et des têtes de jeunes gens.
Le folio qui ouvre les psaumes pénitentiels est décoré selon la tradition d'une miniature en verso du roi David faisant pénitence après son adultère avec Bethsabée. Il est agenouillé et représenté sous les traits d'un vieillard auréolé jouant du psaltérion, sous le regard de Dieu le Père. C'est surtout le paysage qui est admirable avec un château fort au loin et une perspective fuyante. Du côté recto, David apparaît encore dans la grande lettrine D, cette fois-ci sous les traits d'un jeune roi assis sur un trône et chantant les louanges de Dieu les yeux au ciel, ignorant la demande du prophète debout devant lui avec un phylactère.
Un autre livre d'heures est rédigé par Antonio Sinibaldi et décoré par Francesco Rosselli la même année 1485. Il est actuellement conservé à la Bayerische Staatsbibliothek de Munich.

## Sources
- (de) Cet article est partiellement ou en totalité issu de l’article de Wikipédia en allemand intitulé « Stundenbuch des Lorenzo I. de’ Medici » (voir la liste des auteurs).